# Tengwar
Les tengwar sont un système d'écriture créé par l'écrivain et philologue J. R. R. Tolkien. Le terme tengwar est un pluriel (« lettres ») en quenya, langue imaginée par Tolkien ; au singulier tengwa (« une lettre »). En sindarin, autre langue construite inventée par Tolkien, ces lettres sont des tîw (au singulier têw). Dans les œuvres de Tolkien, les tengwar furent inventés par Fëanor, qui se serait inspiré des sarati de son prédécesseur Rúmil. Ils furent utilisés pour transcrire différentes langues de la Terre du Milieu.

## Histoire
Tolkien conçut probablement les tengwar entre la fin des années 1920 et le début des années 1930. Une brève inscription en tengwar figure sur l'une des illustrations qu'il effectua pour son roman Bilbo le Hobbit, paru en 1937. Mais c'est surtout Le Seigneur des anneaux, publié en 1954-1955 (pour la première édition), qui fait connaître cette forme d'écriture cursive. Les tengwar sont utilisés dans la représentation du poème (en noir parler) qui figure sur l'Anneau unique forgé par Sauron et pour les inscriptions (en langue sindarine) qui courent sur le fronton des portes de Durin au seuil de la Moria. Une description détaillée du système est incluse dans l'appendice E du Seigneur des Anneaux. Les pages de garde du Seigneur des Anneaux comprennent également un court texte anglais transcrit en tengwar et en cirth, un autre alphabet inventé par Tolkien, sur des bandeaux en haut et en bas de la page. Cette idée a été reprise par Christopher Tolkien, qui a inclus de tels bandeaux, avec à chaque fois un texte approprié mais uniquement en tengwar, sur les pages de garde du Silmarillion, des Contes et légendes inachevés et des douze volumes de l'Histoire de la Terre du Milieu.

## Caractéristiques

Inscription de l'Anneau unique, écrit en noir parler du Mordor en utilisant le Tengwar.

- S'écrit de gauche à droite ou de droite à gauche en fonction de la main avec laquelle on écrit de façon à ne pas couvrir le texte, en lignes horizontales.
- Les tengwar s'écrivent selon plusieurs modes. Le quenya a son propre mode (qui évolua des années 1930 au Seigneur des Anneaux), le sindarin en a plusieurs. Un mode a aussi été créé pour l'anglais, et  plusieurs amateurs ont créé le leur pour le français[1]  et l'espéranto[2].
- Les voyelles sont indiquées par les signes diacritiques (tehtar) qui apparaissent au-dessus de la consonne qui les précède (dans le mode quenya) ou au-dessus de la consonne qui les suit (dans le mode sindarin). Si les voyelles sont isolées ou sont situées au début d'un mot, elles apparaissent au-dessus d'un support spécial. Les voyelles longues sont toujours attachées à un support.
- Les consonnes doublées se notent simplement en ajoutant une ligne en dessous de leur tengwa.
- Quand elles sont suivies d'une voyelle, les lettres /s/, /ss/ et /r/ s'écrivent avec les tengwar silme nuquerna, áre nuquerna et rómen respectivement. Autrement, ces lettres s'écrivent avec les tengwar silme, áre et óre.
- Le tengwa thúlë représente à l'origine le son /θ/. Cependant, le /θ/ en début de mot devint /s/ chez les Ñoldor (Serindë, le surnom de Míriel, s'écrivait à l'origine Therindë ou Þerindë), quoique les /s/ provenant d'un son /θ/ s'écrivent toujours avec le tengwa súlë. Ce tengwa continue à être utilisé pour le /θ/ à l'intérieur des mots.

## Table des tengwar
Ce tableau dérive de celui présent dans l'Appendice E au Seigneur des Anneaux. Les noms des lettres sont en quenya, et leur sens est indiqué entre parenthèses.
|   | I                           | II                              | III                                  | IV                                        |
| - | --------------------------- | ------------------------------- | ------------------------------------ | ----------------------------------------- |
| 1 | 1. tinco (métal)            | 2. parma (livre)                | 3. calma (lampe)                     | 4. quesse (plume)                         |
| 2 | 5. ando (porte)             | 6. umbar (destin)               | 7. anga (fer)                        | 8. ungwe (toile d'araignée)               |
| 3 | 9. thúle (súle) (esprit)    | 10. formen (nord)               | 11. harma / aha (trésor / rage)      | 12. hwesta (brise)                        |
| 4 | 13. anto (bouche)           | 14. ampa (crochet)              | 15. anca (mâchoires)                 | 16. unque (creux)                         |
| 5 | 17. númen (ouest)           | 18. malta (or)                  | 19. n(g)oldo (un des Ñoldor)         | 20. n(g)walme (tourment)                  |
| 6 | 21. óre (cœur)              | 22. vala (pouvoir angélique)    | 23. anna (don)                       | 24. vilya (air, ciel)                     |
|   | rómen (est)                 | arda (région)                   | lambe (langue)                       | alda (arbre)                              |
|   | silme (lumière des étoiles) | silme nuquerna (silme renversé) | áre / esse (lumière du soleil / nom) | áre / esse nuquerna (áre / esse renversé) |
|   | hyarmen (sud)               | hwesta sindarinwa               | yanta (pont)                         | úre (chaleur)                             |

### Polices de caractères
Il existe plusieurs polices permettant d'écrire en tengwar (avec ou sans empattements, plus ou moins cursives ou anguleuses…). Elles respectent en général le codage des caractères défini par Dan Smith : l'ordre des caractères n'est donc pas celui qu'on attendrait pour une police latine. Un logiciel de transcription peut être utilisé pour faciliter leur usage.
- Elfetica par Ronald Kyrmse
- Tengwar Annatar par Johan Winge
- Tengwar Cursive par Harri Perälä
- Tengwar Elfica par Enrique Mombello
- Tengwar Formal par Michał Nowakowski
- Tengwar Galvorn par Josh Griffing (Redruth's Basement Software)
- Tengwar Hereno par Paulo A. Otto et Ronald Kyrmse
- Tengwar Mornedhel par Josh Griffing (Redruth's Basement Software)
- Tengwar Naive par Johan Winge
- Tengwar Noldor par Dan Smith
- Tengwar Parmaitë par Måns Björkman
- Tengwar Quenya par Dan Smith
- Tengwar Sindarin par Dan Smith

### Logiciels de transcription
- (en) The Tengwar Scribe, développé par Måns Björkman pour Microsoft Windows.
- (en) Yet another Tengwar Tool (YaTT), développé par Tomáš Nĕmec, est une autre application de transcription de tengwar pour Microsoft Windows, Linux et Mac OS X.
- (en) online Tengwar Transcriber (oTT), réalisé par Michał Świątkiewicz (application web).
- (en) TengTeX est un package LaTeX destiné à produire un texte en tengwar en l'entrant comme il est prononcé. Le lien renvoie vers la page de CTAN contenant les informations sur ce package créé par Ivan A Derzhanski.